# Vrnograč
Vrnograč (en cyrillique : Врнограч) est un village de Bosnie-Herzégovine. Il est situé dans la municipalité de Velika Kladuša, dans le canton d'Una-Sana et dans la fédération de Bosnie-et-Herzégovine. Selon les premiers résultats du recensement bosnien de 2013, il compte 886 habitants.

## Histoire
La forteresse de Vrnograč, qui remonte au Moyen Âge, est inscrite sur la liste des monuments nationaux de Bosnie-Herzégovine.

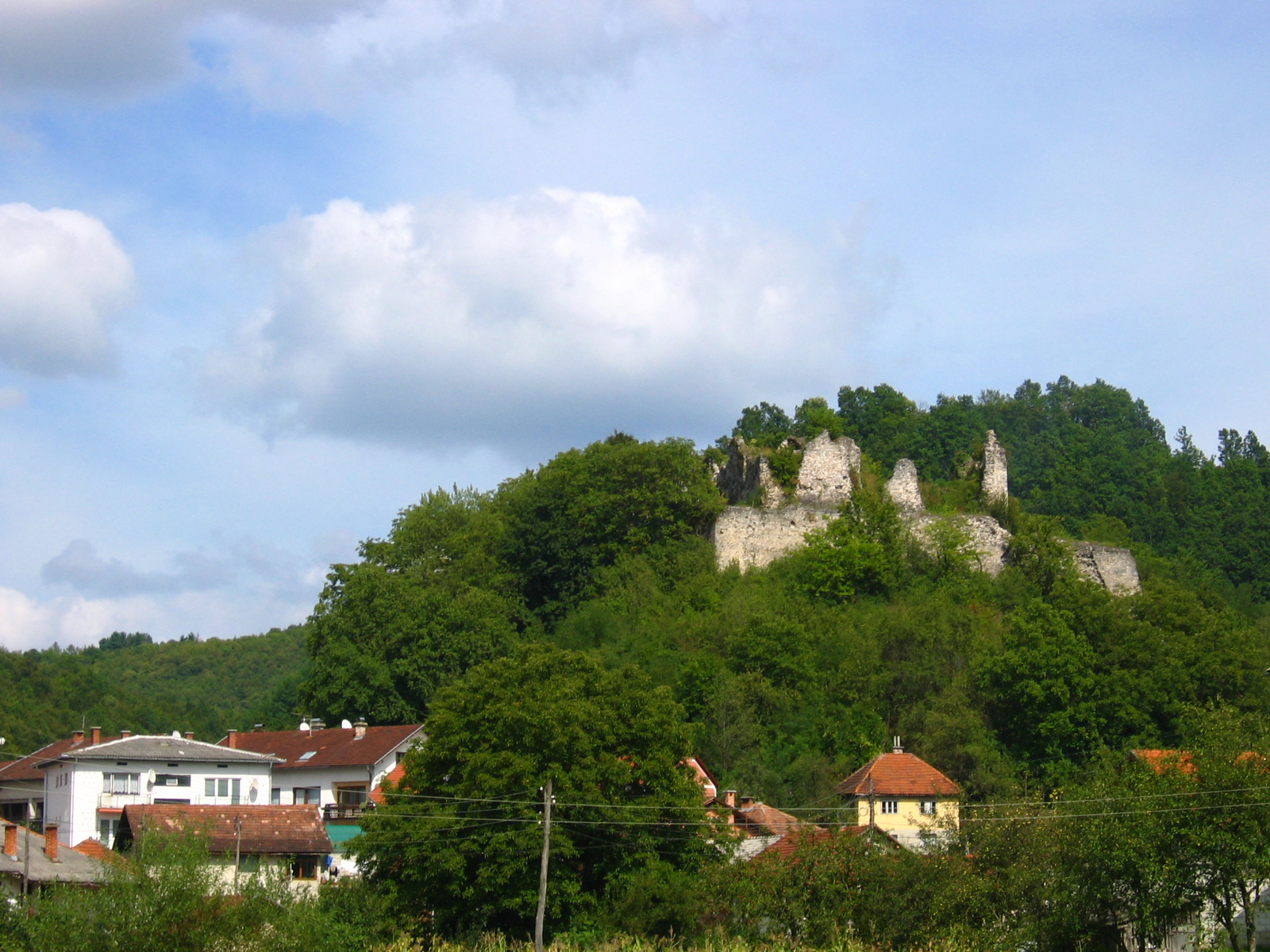
Vue de la forteresse de Vrnograč

## Démographie

### Évolution historique de la population dans la localité
| 1948 | 1953 | 1961 | 1971 | 1981 | 1991  | 2013 |
| ---- | ---- | ---- | ---- | ---- | ----- | ---- |
| -    | -    | 518  | 620  | 959  | 1 201 | 886  |

|  |

### Répartition de la population par nationalités (1991)

#### Communauté locale
En 1991, la communauté locale de Vrnograč comptait 1 773 habitants, répartis de la manière suivante :